# Jerżan Kazychanow
Jerżan Chozeuły Kazychanow (kaz. Ержан Хозеұлы Қазыханов, ur. 21 sierpnia 1964 w Ałmaty) – kazachski polityk i dyplomata, w latach 2011−2012 minister spraw zagranicznych Kazachstanu, od września 2012 pracownik kancelarii prezydenta Kazachstanu w randze asystenta prezydenta.

## Życiorys
W 1987 ukończył studia orientalistyczne w ówczesnym Leningradzie, poza rosyjskim i kazachskim zna również biegle angielski i arabski. Później uzyskał doktorat z historii. Po odbyciu służby wojskowej dołączył do rodzącej się służby zagranicznej niepodległego Kazachstanu, gdzie początkowo pracował w protokole dyplomatycznym. W latach 1995−2000 przebywał na placówce w Nowym Jorku, gdzie był pierwszym sekretarzem stałego przedstawicielstwa przy ONZ. W latach 2000−2003 kierował departamentem współpracy multilateralnej w centrali kazachskiego MSZ. Od 2003 do 2007 ponownie pracował w przedstawicielstwie przy ONZ, tym razem jako jego szef. Równolegle był akredytowany jako ambasador Kazachstanu na Kubie.
W 2007 został mianowany wiceministrem spraw zagranicznych. W kolejnym roku został przeniesiony do kancelarii prezydenta. Od 2009 do 2011 był ambasadorem Kazachstanu w Austrii i zarazem stałym przedstawicielem tego państwa przy organizacjach międzynarodowych mających siedzibę w Wiedniu. Od lutego do kwietnia 2011 ponownie był wiceministrem spraw zagranicznych, po czym został awansowany na szefa resortu. Zajmował to stanowisko do września 2012, po czym powrócił do kancelarii szefa państwa.
W latach 2014–2017 był ambasadorem Kazachstanu w Londynie, następnie w latach 2017 - 2021 był ambasadorem Kazachstanu w Waszyngtonie. Od 2021 pracuje w kancelarii prezydenta Kazachstanu.

## Odznaczenia
- Order Przyjaźni (Rosja, 2012)[2]